# Lorenzo Girolamo Mattei
Lorenzo Girolamo Mattei, spesso riportato semplicemente come Lorenzo Mattei (Roma, 29 maggio 1748 – Roma, 24 luglio 1833), è stato un cardinale, patriarca cattolico e nobile italiano.

## Biografia
Lorenzo Girolamo Mattei nacque a Roma il 29 maggio 1748, figlio di Girolamo Mattei, III duca di Giove, e della sua seconda moglie Maria Caterina Altieri. Era fratello del cardinale Alessandro Mattei e dell'abate Carlo Maria Mattei, nonché fratellastro del duca Giuseppe Mattei.
Avviato alla carriera ecclesiastica come tutti gli altri figli cadetti del duca Mattei, Lorenzo fu nominato canonico della Basilica Vaticana da papa Clemente XIV nel 1771 e ricevette l'ordinazione sacerdotale il 13 giugno 1772. Nel 1788 divenne canonico della Basilica Lateranense, ricevendo al contempo il titolo di prelato domestico di Sua Santità, che manterrà fino al 1822.
Ottenuto il dottorato in utroque iure il 29 dicembre 1801 "per grazia speciale di Sua Santità", fu nominato referendario dell’una e l’altra Segnatura il 28 gennaio 1802.
Dopo l’annessione dello Stato pontificio all’Impero napoleonico, Lorenzo prestò giuramento alle nuove istituzioni, ma fu tra i pochi a non subire conseguenze del suo gesto dopo la restaurazione del potere pontificio, quando si ebbero numerose inchieste a carico dei prelati che avevano espresso fedeltà alle istituzioni francesi.
Nel marzo 1816 fu nominato segretario della Congregazione per le indulgenze e le sacre reliquie, incarico che abbandonò dopo pochi mesi per assumere quello di segretario della Congregazione della visita apostolica.
Il 27 settembre 1822, papa Pio VII lo nominò patriarca titolare di Antiochia; ricevette la consacrazione episcopale due giorni dopo per mano del cardinale Giulio Maria della Somaglia. Nello stesso anno, divenne anche primicerio dell'Ospizio dei Convalescenti e Pellegrini, ruolo che mantenne fino al 1825.
Il 31 maggio 1824 fu nominato segretario della visita apostolica straordinaria delle chiese di Roma, avviata da papa Leone XII. Nel 1826, lo stesso pontefice gli offrì la cattedra arcivescovile di Ferrara, già occupata in passato da suo fratello Alessandro, ma il Mattei rifiutò la nomina ritenendo che l’impegno richiesto dalla carica fosse superiore alle proprie forze.
Il 15 aprile 1833, papa Gregorio XVI lo elevò al rango di cardinale presbitero. Il titolo cardinalizio avrebbe dovuto essergli assegnato nel successivo concistoro del 29 luglio, ma Girolamo Lorenzo Mattei morì pochi giorni prima che questo potesse accadere, nel pomeriggio del 24 luglio. Le sue esequie si tennero presso la basilica di Santa Maria in Aracoeli, nella quale fu seppellito presso la cappella di famiglia.
Con la sua morte si estinse anche l'ultimo ramo della famiglia Mattei, le cui ragioni passarono alla famiglia Antici, che assunse il doppio cognome.

## Genealogia episcopale
La genealogia episcopale è:
- Cardinale Scipione Rebiba
- Cardinale Giulio Antonio Santori
- Cardinale Girolamo Bernerio, O.P.
- Arcivescovo Galeazzo Sanvitale
- Cardinale Ludovico Ludovisi
- Cardinale Luigi Caetani
- Cardinale Ulderico Carpegna
- Cardinale Paluzzo Paluzzi Altieri degli Albertoni
- Papa Benedetto XIII
- Papa Benedetto XIV
- Papa Clemente XIII
- Cardinale Marcantonio Colonna
- Cardinale Giacinto Sigismondo Gerdil, B.
- Cardinale Giulio Maria della Somaglia
- Cardinale Lorenzo Girolamo Mattei

## Ascendenza
|                                                  |                                       |                                                                 | Genitori                                           |  |  | Nonni |  |  | Bisnonni                         |  |  | Trisnonni                             |  |
|                                                  |                                       |                                                                 |                                                    |  |  |       |  |  | Girolamo Mattei, I duca di Giove |  |  | Asdrubale Mattei, I marchese di Giove |  |
|                                                  |                                       |                                                                 |                                                    |  |  |       |  |  | Girolamo Mattei, I duca di Giove |  |  | Asdrubale Mattei, I marchese di Giove |  |
|                                                  |                                       | Costanza Gonzaga                                                |                                                    |  |  |       |  |  | Girolamo Mattei, I duca di Giove |  |  |                                       |  |
| Alessandro Mattei, II duca di Giove              |                                       |                                                                 |                                                    |  |  |       |  |  | Girolamo Mattei, I duca di Giove |  |  |                                       |  |
|                                                  |                                       | Eugenia Spada                                                   | Orazio Spada, marchese di Viceno e Castel Viscardo |  |  |       |  |  |                                  |  |  |                                       |  |
|                                                  |                                       | Eugenia Spada                                                   | Orazio Spada, marchese di Viceno e Castel Viscardo |  |  |       |  |  |                                  |  |  |                                       |  |
|                                                  |                                       | Eugenia Spada                                                   | Maria Veralli                                      |  |  |       |  |  |                                  |  |  |                                       |  |
| Girolamo Mattei, III duca di Giove               |                                       | Eugenia Spada                                                   |                                                    |  |  |       |  |  |                                  |  |  |                                       |  |
|                                                  |                                       | Giovanni Battista Naro, III marchese di Mompeo                  | Fabrizio Naro, II marchese di Mompeo               |  |  |       |  |  |                                  |  |  |                                       |  |
|                                                  |                                       | Giovanni Battista Naro, III marchese di Mompeo                  | Fabrizio Naro, II marchese di Mompeo               |  |  |       |  |  |                                  |  |  |                                       |  |
|                                                  |                                       | Giovanni Battista Naro, III marchese di Mompeo                  | Silvia de' Cavalieri                               |  |  |       |  |  |                                  |  |  |                                       |  |
| Teresa Naro di Mompeo                            |                                       | Giovanni Battista Naro, III marchese di Mompeo                  |                                                    |  |  |       |  |  |                                  |  |  |                                       |  |
|                                                  |                                       | Anna Maria Carpegna                                             | Mario I Carpegna, VIII principe di Scavolino       |  |  |       |  |  |                                  |  |  |                                       |  |
|                                                  |                                       | Anna Maria Carpegna                                             | Mario I Carpegna, VIII principe di Scavolino       |  |  |       |  |  |                                  |  |  |                                       |  |
|                                                  |                                       | Anna Maria Carpegna                                             | Teresa Dudley                                      |  |  |       |  |  |                                  |  |  |                                       |  |
| Lorenzo Girolamo Mattei                          |                                       | Anna Maria Carpegna                                             |                                                    |  |  |       |  |  |                                  |  |  |                                       |  |
|                                                  | Gaspare Altieri, I principe di Oriolo | Angelo Paluzzi Albertoni Altieri, III marchese di Rasina        |                                                    |  |  |       |  |  |                                  |  |  |                                       |  |
|                                                  | Gaspare Altieri, I principe di Oriolo | Angelo Paluzzi Albertoni Altieri, III marchese di Rasina        |                                                    |  |  |       |  |  |                                  |  |  |                                       |  |
|                                                  | Gaspare Altieri, I principe di Oriolo | Vittoria Parabiacca                                             |                                                    |  |  |       |  |  |                                  |  |  |                                       |  |
| Girolamo Antonio Altieri, III principe di Oriolo | Gaspare Altieri, I principe di Oriolo |                                                                 |                                                    |  |  |       |  |  |                                  |  |  |                                       |  |
|                                                  |                                       | Laura Caterina Altieri                                          | Antonio Maria Altieri                              |  |  |       |  |  |                                  |  |  |                                       |  |
|                                                  |                                       | Laura Caterina Altieri                                          | Antonio Maria Altieri                              |  |  |       |  |  |                                  |  |  |                                       |  |
|                                                  |                                       | Laura Caterina Altieri                                          | Maria Virginia Carpegna                            |  |  |       |  |  |                                  |  |  |                                       |  |
| Maria Caterina Altieri                           |                                       | Laura Caterina Altieri                                          |                                                    |  |  |       |  |  |                                  |  |  |                                       |  |
|                                                  |                                       | Carlo Borromeo Arese, VI marchese di Angera e XI conte di Arona | Renato II Borromeo, IV marchese di Angera          |  |  |       |  |  |                                  |  |  |                                       |  |
|                                                  |                                       | Carlo Borromeo Arese, VI marchese di Angera e XI conte di Arona | Renato II Borromeo, IV marchese di Angera          |  |  |       |  |  |                                  |  |  |                                       |  |
|                                                  |                                       | Carlo Borromeo Arese, VI marchese di Angera e XI conte di Arona | Giulia Arese                                       |  |  |       |  |  |                                  |  |  |                                       |  |
| Maria Maddalena Borromeo Arese                   |                                       | Carlo Borromeo Arese, VI marchese di Angera e XI conte di Arona |                                                    |  |  |       |  |  |                                  |  |  |                                       |  |
|                                                  |                                       | Camilla Barberini                                               | Maffeo Barberini, II principe di Palestrina        |  |  |       |  |  |                                  |  |  |                                       |  |
|                                                  |                                       | Camilla Barberini                                               | Maffeo Barberini, II principe di Palestrina        |  |  |       |  |  |                                  |  |  |                                       |  |
|                                                  |                                       | Camilla Barberini                                               | Olimpia Giustiniani                                |  |  |       |  |  |                                  |  |  |                                       |  |
|                                                  |                                       | Camilla Barberini                                               |                                                    |  |  |       |  |  |                                  |  |  |                                       |  |